# Sclerocephalus (planta)
Sclerocephalus es un género de plantas con flores con dos especies perteneciente a la familia de las cariofiláceas.

## Descripción
Son hierbas anuales. Tallos rígidos, ramificados. Hojas opuestas, carnosas, cilíndricas lineales; estípulas escariosas. Inflorescencias de 4-7-flores, esféricas, se desprendan de la planta cuando está madura, junto con los cortos pedúnculos articulados.  Cáliz en forma de copa en la base; lóbulos 5, encapuchados y sub-espinescentes.   Estambres 2-5, corto, insertado en el margen discoide del tubo del cáliz. Ovario adnatos en la base de tubo del cáliz, libre por encima, 1 unicelular. Utrículo membranoso. Semillas algo comprimidas, ovoides, con embrión anular.

## Taxonomía
El género fue descrito por Pierre Edmond Boissier y publicado en Diagnoses Plantarum Orientalium Novarum, ser. 1, 3: 12. 1843. La especie tipo es: Sclerocephalus arabicus Boiss. 

## Especies
- Sclerocephalus arabicus Boiss.
- Sclerocephalus aucheri Walp.